# Latitergum areyongensis
Latitergum areyongensis är en stekelart som först beskrevs av Paul C. Dangerfield och Austin 1995.  Latitergum areyongensis ingår i släktet Latitergum och familjen bracksteklar. Inga underarter finns listade i Catalogue of Life.